# Satellite Award/Film/Beste Visuelle Effekte
Mit dem Satellite Award Beste Visuelle Effekte werden die herausragenden Leistungen der Tricktechniker eines Films geehrt.
| Statistik (bis einschließlich Satellite Awards 2022) |                                                        |
| Am häufigsten honorierter Tricktechniker             | Joe Letteri (vier Siege)                               |
| Am häufigsten nominierter Tricktechniker             | Robert Legato (sieben Nominierungen, davon drei Siege) |
| Am häufigsten nominierter Tricktechniker ohne Sieg   | Scott Farrar (sieben Nominierungen)                    |

Es werden immer jeweils die Visuellen Effekte eines Films des Vorjahres ausgezeichnet.

## Nominierungen und Gewinner

### 1996–1999
| Jahr | Preisträger                                                      | Film                | Nominierungen |
| 1996 | Volker Engel und Douglas Smith                                   | Independence Day    | Scott Squires für Dragonheart Jim Mitchell, Michael L. Fink und David Andrews für Mars Attacks! John Knoll für Star Trek: Der erste Kontakt Stefen Fangmeier für Twister |
| 1997 | Ken Ralston                                                      | Contact             | Mark Stetson für Das fünfte Element Richard Baker für Men in Black Phil Tippett, Scott E. Anderson für Starship Troopers Robert Legato für Titanic |
| 1998 | Ellen Somers                                                     | Hinter dem Horizont | Richard R. Hoover und Pat McClung für Armageddon – Das jüngste Gericht Animal Logic, Mill Film und Rhythm & Hues für Schweinchen Babe in der großen Stadt Neil Corbould, Stefen Fangmeier und Roger Guyett für Der Soldat James Ryan Terry D. Frazee für Star Trek: Der Aufstand                                            |
| 1999 | Jerome Chen, John Dykstra, Eric Allard und Henry F. Anderson III | Stuart Little       | Steve Courtley, Brian Cox und John Gaeta für Matrix John Andrew Berton Jr., Chris Corbould, Mark Freund und Steve Hamilton für Die Mumie Jim Mitchell und Joss Williams für Sleepy Hollow Peter Hutchinson, John Knox, Judith Weaver und Dennis Muren für Star Wars: Episode I – Die dunkle Bedrohung Kyle Cooper für Titus |

### 2000–2009
| Jahr | Preisträger                                                                                             | Film                                           | Nominierungen |
| 2000 | John Nelson                                                                                             | Gladiator                                      | Pat McClung für 3 Engel für Charlie Kevin Scott Mack für Der Grinch Richard Yuricich für Mission: Impossible II Kent Houston für Vertical Limit |
| 2001 | Chris Godfrey                                                                                           | Moulin Rouge                                   | Robert Legato, Nick Davis, John Richardson und Roger Guyett für Harry Potter und der Stein der Weisen Jim Mitchell für Jurassic Park III Jim Rygiel, Richard Taylor, Alex Funke und Randall William Cook für Der Herr der Ringe: Die Gefährten Eric Brevig für Pearl Harbor                                                                          |
| 2002 | Jim Rygiel, Joe Letteri, Alex Funke und Randall William Cook                                            | Der Herr der Ringe: Die zwei Türme             | R. Bruce Steinheimer, Michael Owens, Edward Hirsh und Jon Alexander für Gangs of New York Scott Farrar für Minority Report Michael J. McAlister für Road to Perdition John Dykstra für Spider-Man |
| 2003 | Stefen Fangmeier, Nathan McGuinness, Robert Stromberg und Daniel Sudick                                 | Master & Commander – Bis ans Ende der Welt     | Howard Berger und Greg Nicotero für Kill Bill – Volume 1 Jeffrey A. Okun für Last Samurai Jim Rygiel, Joe Letteri, Randall William Cook und Alex Funke für Der Herr der Ringe: Die Rückkehr des Königs John Knoll für Fluch der Karibik Pablo Helman, Danny Gordon Taylor, Allen Hall und John Rosengrant für Terminator 3 – Rebellion der Maschinen |
| 2004 | Robert Legato, Peter G. Travers, Matthew Gratzner und R. Bruce Steinheimer Andy Brown und Kirsty Millar | Aviator House of Flying Daggers                | John E. Sullivan für Collateral Michele Ferrone und Louis Morin für Vergiss mein nicht! Stephen Lawes, Scott E. Anderson und Darin Hollings für Sky Captain and the World of Tomorrow John Dykstra, Scott Stokdyk, Anthony LaMolinara und John Frazier für Spider-Man 2                                                                              |
| 2005 | John Knoll, Roger Guyett, Rob Coleman und Brian Gernand                                                 | Star Wars: Episode III – Die Rache der Sith    | Robert Rodriguez für Sin City Tom Wood für Königreich der Himmel Frankie Chung für Kung Fu Hustle Dennis Muren, Pablo Helman, Randy Dutra und Daniel Sudick für Krieg der Welten |
| 2006 | John Knoll und Hal T. Hickel                                                                            | Pirates of the Caribbean – Fluch der Karibik 2 | Kevin Ahern für The Da Vinci Code – Sakrileg Michael Owens, Matthew E. Butler, Bryan Grill und Steve Riley für Flags of Our Fathers Jeremy Dawson und Dan Schrecker für The Fountain Everett Burrell und Edward Irastorza für Pans Labyrinth Dan Glass für V wie Vendetta John Bruno für X-Men: Der letzte Widerstand                                |
| 2007 | Chris Watts, Grant Freckelton, Derek Wentworth und Daniel Leduc                                         | 300                                            | Scott Farrar für Transformers Michael L. Fink für Der Goldene Kompass Peter Chiang, Charlie Noble, David Vickery und Mattias Lindahl für Das Bourne Ultimatum Thomas Schelesny, Matt Jacobs und Tom Gibbons für Verwünscht Rob Engle, Jerome Chen, Sean Phillips, Kenn McDonald und Michael Lantieri für Die Legende von Beowulf                     |
| 2008 | Chris Godfrey, James E. Price und Diana Giorgiutti                                                      | Australia                                      | Nick Davis, Chris Corbould, Tim Webber und Paul J. Franklin für The Dark Knight Jeffrey A. Okun für Der Tag, an dem die Erde stillstand John Nelson, Shane Mahan, Daniel Sudick und Ben Snow für Iron Man Chris Corbould und Kevin Tod Haug für Ein Quantum Trost                                                                                    |
| 2009 | Volker Engel, Marc Weigert und Mike Vézina                                                              | 2012                                           | Craig Hayes für Red Cliff Robert Habros, Charlie Bradbury, Stephen Pepper und Winston Helgason für District 9 Tim Ledbury für Der fantastische Mr. Fox John Paul Docherty und Richard Bain für Das Kabinett des Doktor Parnassus Scott Farrar, Scott Benza, Wayne Billheimer und John Frazier für Transformers – Die Rache                           |

### 2010–2019
| Jahr | Preisträger                                                  | Film                         | Nominierungen |
| 2010 | Ken Ralston, David Schaub, Carey Villegas und Sean Phillips  | Alice im Wunderland          | James Winnifrith, Adam Gascoyne und Tim Caplan für 127 Hours Nathan McGuinness und Paul O’Shea für Unstoppable – Außer Kontrolle Grant Freckelton, Chris Bone und Craig Welsh für Die Legende der Wächter Janek Sirrs, Ben Snow und Ged Wright fürIron Man 2 Paul J. Franklin, Chris Corbould, Andrew Lockley und Pete Bebb für Inception                                                                                  |
| 2011 | Robert Legato, Ben Grossmann, Alex Henning und Adam Watkins  | Hugo Cabret                  | David Vickery, Greg Butler, John Richardson und Tim Burke für Harry Potter und die Heiligtümer des Todes – Teil 2 Jeff Capogreco, Joe Letteri und R. Christopher White für Planet der Affen: Prevolution Dennis Muren, Kim Libreri, Paul Kavanagh und Russell Earl für Super 8 John Frazier, Matthew E. Butler, Scott Benza und Scott Farrar für Transformers 3 Ben Morris für Gefährten                                   |
| 2012 | Jim Gibbs, Kevin Baillie, Michael Lantieri und Ryan Tudhope  | Flight                       | Dan Glass, Geoffrey Hancock und Stéphane Ceretti für Cloud Atlas Chris Corbould und Paul J. Franklin für The Dark Knight Rises Bill Westenhofer und Guillaume Rocheron für Life of Pi: Schiffbruch mit Tiger Charley Henley, Martin Hill und Richard Stammers für Prometheus – Dunkle Zeichen Andrew Whitehurst, Asregadoo Arundi und Steven Begg für James Bond 007: Skyfall                                              |
| 2013 | Tim Webber, Chris Lawrence, David Shirk und Neil Corbould    | Gravity                      | Brendon O’Dell, Colin Davies und Bob Munroe für All Is Lost Markus Manninen und Matt Baer für Die Croods Jim Schwalm, Scott Stokdyk und Troy Saliba für Die fantastische Welt von Oz Antoine Moulineau, Jody Johnson und Mark Hodgkins für Rush – Alles für den Sieg Andrew R. Jones, Jessica Norman, Matt Johnson und Scott Farrar für World War Z                                                                        |
| 2014 | Joe Letteri, Dan Lemmon und Matt Kutcher                     | Planet der Affen: Revolution | Stéphane Ceretti für Guardians of the Galaxy Andrew Lockley, Ian Hunter, Paul J. Franklin und Scott R. Fisher für Interstellar Christian Irles, Matthew Johnson und Stefano Pepin für Into the Woods Ben Snow, Burt Dalton, Dan Schrecker und Marc Chu für Noah John Frazier, Pat Tubach, Scott Benza und Scott Farrar für Transformers: Ära des Untergangs                                                                |
| 2015 | Kevin Baillie, Jim Gibbs, Viktor Müller und Sébastien Moreau | The Walk                     | Stefan Andersson, Dadi Einarsson, Arne Kaupang und Richard Van Den Bergh für Everest Tim Alexander, Glen McIntosh, Tony Plett und Michael Meinardus für Jurassic World Andrew Jackson, Tom Wood, Dan Oliver und Andy Williams für Mad Max: Fury Road Richard Stammers, Chris Lawrence, Anders Langlands und Steven Warner für Der Marsianer – Rettet Mark Watney Steve Begg und Chris Corbould für James Bond 007: Spectre |
| 2016 | Robert Legato, Andrew R. Jones, Adam Valdez und Dan Lemmon   | The Jungle Book              | Joe Letteri, Ken McGaugh, Mark Gee und Kevin Andrew Smith für BFG – Big Friendly Giant Mark O. Forker, Pavel Hristov, Michael Huber und Robert J. Bruce für Die irre Heldentour des Billy Lynn Ryan Tudhope, Jonathan Rothbart und Vincent Cirelli für Deadpool Stéphane Ceretti, Paul Corbould, Richard Bluff und Vincent Cirelli für Doctor Strange Michael Owens, Mark Curtis, Bryan Litson und Jan Dubberke für Sully  |
| 2017 | Richard R. Hoover, Paul Lambert, John Nelson und Gerd Nefzer | Blade Runner 2049            | Andrew Jackson, Andrew Lockley, Scott Fisher und Paul Corbould für Dunkirk Joe Letteri, Dan Lemmon, Daniel Barrett und Joel Whist für Planet der Affen: Survival Dennis Berardi, Trey Harrell und Kevin Scott für Shape of Water – Das Flüstern des Wassers N.N. für Alien: Covenant N.N. für Wonder Woman |
| 2018 | Geoffrey Baumann, Craig Hammack und Daniel Sudick            | Black Panther                | Dan DeLeeuw, Russell Earl, Kelly Port und Daniel Sudick für Avengers: Infinity War Tim Burke, Andy Kind, Christian Manz und David Watkins für Phantastische Tierwesen: Grindelwalds Verbrechen Erik Winquist, Thrain Shadbolt und David Clayton für Rampage – Big Meets Bigger Roger Guyett, Grady Cofer, Matthew E. Butler und Dave Shirk für Ready Player One N.N. für Jurassic World: Das gefallene Königreich          |
| 2019 | Joe Letteri und Eric Saindon                                 | Alita: Battle Angel          | Matt Aitken, Dan DeLeeuw, Russell Earl und Daniel Sudick für Avengers: Endgame Mark R. Byers, Olivier Dumont und Kathy Siegel für Le Mans 66 – Gegen jede Chance Pablo Helman für The Irishman Mathew Giampa, Bryan Godwin und Edwin Rivera für Joker Andrew R. Jones, Robert Legato, Elliot Newman und Adam Valdez für Der König der Löwen                                                                                |

### Ab 2020
| Jahr | Preisträger                                                  | Film                                 | Nominierungen |
| 2020 | Andrew Jackson                                               | Tenet                                | Thrain Shadbolt und Kevin Souls für Birds of Prey: The Emancipation of Harley Quinn Pete Bebb und Nathan McGuinness für Greyhound – Schlacht im Atlantik Mathew Cowie, Erin Dusseault, Pablo Helman und Flannery Huntley für Mank Mark Bakowski, Jill Brooks und Georgina Street für The Midnight Sky Sean Andrew Faden für Mulan |
| 2021 | Brian Connor, Paul Lambert, Tristan Myles und Gerd Nefzer    | Dune                                 | Stephane Ceretti, Matt Aitken, Daniele Bigi und Neil Corbould für Eternals David Clayton, Kevin Sherwood, Kevin Smith und Adam Wingard für Godzilla vs. Kong Joe Farrell, Dan Oliver, Christopher Townsend und Sean Walker für Shang-Chi and the Legend of the Ten Rings Jonathan Fawkner, Kelvin McIlwain, Dan Sudick und Guy Williams für The Suicide Squad Carmelo Leggiero, James E. Price, J. D. Schwalm, Randall Starr und Sheldon Stopsack für The Tomorrow War                                     |
| 2022 | Joe Letteri, Eric Saindon, Richie Baneham und Daniel Barrett | Avatar: The Way of Water             | Jay Cooper, Elia Popov, Kevin Martel und Ebrahim Jahromi für Babylon – Rausch der Ekstase Dan Lemmon, Russell Earl, Anders Langlands und Dominic Tuohy für The Batman Abishek Nair, Marko Chulev, Ivan Busquets und Steven Nichols für Gute Nacht, Oppy V. Srinivas Mohan für RRR Ryan Tudhope, Scott R. Fisher, Seth Hill und Bryan Litson für Top Gun: Maverick |
| 2023 | Simone Coco, Neil Corbould, Jeff Sutherland und Alex Wuttke  | Mission: Impossible – Dead Reckoning | Jay Cooper, Ian Comley, Neil Corbould und Andrew Roberts für The Creator Henry Badgett, Simone Coco, Neil Corbould, Charley Henley und Luc-Ewen Martin-Fenouillet für Napoleon Dave Drzewiecki, Scott Fisher, Andrew Jackson und Giacomo Mineo für Oppenheimer Bret St. Clair, Pav Grochola, Alan Hawkins und Michael Lasker für Spider-Man: Across the Spider-Verse Matt Aitken, Gary Brozenich, Ilya Churinov, Richard Little, Guillaume Murray und J. D. Schwalm für Transformers: Aufstieg der Bestien |
| 2024 | Mark Bakowski, Neil Corbould, Nikki Penny und Pietro Ponti   | Gladiator II                         | Stephen James, Paul Lambert, Gerd Nefzer und Rhys Salcombe für Dune: Part Two Rodney Burke, Paul Story, Stephen Unterfranz und Erik Winquist für Planet der Affen: New Kingdom Audrey Ferrara und Adam Valdez für Mufasa: Der König der Löwen Garrett Lam, Jules Lin und Kwok-Leung Yu für Twilight of the Warriors: Walled In Paul Corbould, Jonathan Fawkner, Pablo Helman und David Shirk für Wicked |